# Yelena Jlopotnova
Yelena Jlopotnova (Unión Soviética, 4 de agosto de 1963) es una atleta soviética retirada especializada en la prueba de salto de longitud, en la que consiguió ser subcampeona europea en pista cubierta en 1990.

## Carrera deportiva
En el Campeonato Europeo de Atletismo en Pista Cubierta de 1990 ganó la medalla de plata en el salto de longitud, con un salto de 6.74 metros, tras la también soviética Galina Chistyakova  (oro con 6.85 metros) y por delante de la alemana Helga Radtke.